# Nicolae Roman
Nicolae Roman (n. 18 aprilie 1956, Dobroteasa, România) este un militar și politician român care între 2020 și 2024 a fost membru al Camerei Deputaților, ales din partea partidului  Alianța pentru Unirea Românilor.      
DATE PERSONALE
| DATA NAȘTERII:  | 18 aprilie 1956.                                                         | 18 aprilie 1956.                                                         | 18 aprilie 1956.                                                         | 18 aprilie 1956.                                                         | 18 aprilie 1956.                                                         | 18 aprilie 1956.                                                         | 18 aprilie 1956.                                                         | 18 aprilie 1956.                                                         | 18 aprilie 1956.                                                         | 18 aprilie 1956.                                                         | 18 aprilie 1956.                                                         |
| LOCUL NAȘTERII: | comuna Dobroteasa, județul Olt.                                          | comuna Dobroteasa, județul Olt.                                          | comuna Dobroteasa, județul Olt.                                          | comuna Dobroteasa, județul Olt.                                          | comuna Dobroteasa, județul Olt.                                          | comuna Dobroteasa, județul Olt.                                          | comuna Dobroteasa, județul Olt.                                          | comuna Dobroteasa, județul Olt.                                          | comuna Dobroteasa, județul Olt.                                          | comuna Dobroteasa, județul Olt.                                          | comuna Dobroteasa, județul Olt.                                          |
| STAREA CIVILĂ:  | căsătorit cu Eugenia - economist, ofițer (r.), un fiu - absolvent A.S.E. | căsătorit cu Eugenia - economist, ofițer (r.), un fiu - absolvent A.S.E. | căsătorit cu Eugenia - economist, ofițer (r.), un fiu - absolvent A.S.E. | căsătorit cu Eugenia - economist, ofițer (r.), un fiu - absolvent A.S.E. | căsătorit cu Eugenia - economist, ofițer (r.), un fiu - absolvent A.S.E. | căsătorit cu Eugenia - economist, ofițer (r.), un fiu - absolvent A.S.E. | căsătorit cu Eugenia - economist, ofițer (r.), un fiu - absolvent A.S.E. | căsătorit cu Eugenia - economist, ofițer (r.), un fiu - absolvent A.S.E. | căsătorit cu Eugenia - economist, ofițer (r.), un fiu - absolvent A.S.E. | căsătorit cu Eugenia - economist, ofițer (r.), un fiu - absolvent A.S.E. | căsătorit cu Eugenia - economist, ofițer (r.), un fiu - absolvent A.S.E. |

STUDII
Militare:
| 2007        | Colegiul Național de Apărare - Cursul postuniversitar de perfecționare în specializarea “Securitate și bună guvernare“, Universitatea Națională de Apărare “Carol I“, București;                                                                                        | Colegiul Național de Apărare - Cursul postuniversitar de perfecționare în specializarea “Securitate și bună guvernare“, Universitatea Națională de Apărare “Carol I“, București;                                                                                        | Colegiul Național de Apărare - Cursul postuniversitar de perfecționare în specializarea “Securitate și bună guvernare“, Universitatea Națională de Apărare “Carol I“, București;                                                                                        | Colegiul Național de Apărare - Cursul postuniversitar de perfecționare în specializarea “Securitate și bună guvernare“, Universitatea Națională de Apărare “Carol I“, București;                                                                                        | Colegiul Național de Apărare - Cursul postuniversitar de perfecționare în specializarea “Securitate și bună guvernare“, Universitatea Națională de Apărare “Carol I“, București;                                                                                        | Colegiul Național de Apărare - Cursul postuniversitar de perfecționare în specializarea “Securitate și bună guvernare“, Universitatea Națională de Apărare “Carol I“, București;                                                                                        | Colegiul Național de Apărare - Cursul postuniversitar de perfecționare în specializarea “Securitate și bună guvernare“, Universitatea Națională de Apărare “Carol I“, București;                                                                                        | Colegiul Național de Apărare - Cursul postuniversitar de perfecționare în specializarea “Securitate și bună guvernare“, Universitatea Națională de Apărare “Carol I“, București;                                                                                        | Colegiul Național de Apărare - Cursul postuniversitar de perfecționare în specializarea “Securitate și bună guvernare“, Universitatea Națională de Apărare “Carol I“, București;                                                                                        | Colegiul Național de Apărare - Cursul postuniversitar de perfecționare în specializarea “Securitate și bună guvernare“, Universitatea Națională de Apărare “Carol I“, București;                                                                                        | Colegiul Național de Apărare - Cursul postuniversitar de perfecționare în specializarea “Securitate și bună guvernare“, Universitatea Națională de Apărare “Carol I“, București;                                                                                        |
| 2006        | Colegiul de Apărare NATO de la Roma, Italia - Cursul pentru generali și ambasadori - GFOAC 2006-1; | Colegiul de Apărare NATO de la Roma, Italia - Cursul pentru generali și ambasadori - GFOAC 2006-1; | Colegiul de Apărare NATO de la Roma, Italia - Cursul pentru generali și ambasadori - GFOAC 2006-1; | Colegiul de Apărare NATO de la Roma, Italia - Cursul pentru generali și ambasadori - GFOAC 2006-1; | Colegiul de Apărare NATO de la Roma, Italia - Cursul pentru generali și ambasadori - GFOAC 2006-1; | Colegiul de Apărare NATO de la Roma, Italia - Cursul pentru generali și ambasadori - GFOAC 2006-1; | Colegiul de Apărare NATO de la Roma, Italia - Cursul pentru generali și ambasadori - GFOAC 2006-1; | Colegiul de Apărare NATO de la Roma, Italia - Cursul pentru generali și ambasadori - GFOAC 2006-1; | Colegiul de Apărare NATO de la Roma, Italia - Cursul pentru generali și ambasadori - GFOAC 2006-1; | Colegiul de Apărare NATO de la Roma, Italia - Cursul pentru generali și ambasadori - GFOAC 2006-1; | Colegiul de Apărare NATO de la Roma, Italia - Cursul pentru generali și ambasadori - GFOAC 2006-1; |
| 2003        | Curs scurt de Limba Engleză al Forțelor Canadiene - Baza Borden - Ontario, Canada | Curs scurt de Limba Engleză al Forțelor Canadiene - Baza Borden - Ontario, Canada | Curs scurt de Limba Engleză al Forțelor Canadiene - Baza Borden - Ontario, Canada | Curs scurt de Limba Engleză al Forțelor Canadiene - Baza Borden - Ontario, Canada | Curs scurt de Limba Engleză al Forțelor Canadiene - Baza Borden - Ontario, Canada | Curs scurt de Limba Engleză al Forțelor Canadiene - Baza Borden - Ontario, Canada | Curs scurt de Limba Engleză al Forțelor Canadiene - Baza Borden - Ontario, Canada | Curs scurt de Limba Engleză al Forțelor Canadiene - Baza Borden - Ontario, Canada | Curs scurt de Limba Engleză al Forțelor Canadiene - Baza Borden - Ontario, Canada | Curs scurt de Limba Engleză al Forțelor Canadiene - Baza Borden - Ontario, Canada | Curs scurt de Limba Engleză al Forțelor Canadiene - Baza Borden - Ontario, Canada |
| 2003        | Cursul Multinațional Privind Managementul Crizelor - Oberammergau, Germania; | Cursul Multinațional Privind Managementul Crizelor - Oberammergau, Germania; | Cursul Multinațional Privind Managementul Crizelor - Oberammergau, Germania; | Cursul Multinațional Privind Managementul Crizelor - Oberammergau, Germania; | Cursul Multinațional Privind Managementul Crizelor - Oberammergau, Germania; | Cursul Multinațional Privind Managementul Crizelor - Oberammergau, Germania; | Cursul Multinațional Privind Managementul Crizelor - Oberammergau, Germania; | Cursul Multinațional Privind Managementul Crizelor - Oberammergau, Germania; | Cursul Multinațional Privind Managementul Crizelor - Oberammergau, Germania; | Cursul Multinațional Privind Managementul Crizelor - Oberammergau, Germania; | Cursul Multinațional Privind Managementul Crizelor - Oberammergau, Germania; |
| 2000        | Cursul de Comunicare și Relații Publice, organizat de Direcția Relații Publice a M.Ap.N. | Cursul de Comunicare și Relații Publice, organizat de Direcția Relații Publice a M.Ap.N. | Cursul de Comunicare și Relații Publice, organizat de Direcția Relații Publice a M.Ap.N. | Cursul de Comunicare și Relații Publice, organizat de Direcția Relații Publice a M.Ap.N. | Cursul de Comunicare și Relații Publice, organizat de Direcția Relații Publice a M.Ap.N. | Cursul de Comunicare și Relații Publice, organizat de Direcția Relații Publice a M.Ap.N. | Cursul de Comunicare și Relații Publice, organizat de Direcția Relații Publice a M.Ap.N. | Cursul de Comunicare și Relații Publice, organizat de Direcția Relații Publice a M.Ap.N. | Cursul de Comunicare și Relații Publice, organizat de Direcția Relații Publice a M.Ap.N. | Cursul de Comunicare și Relații Publice, organizat de Direcția Relații Publice a M.Ap.N. | Cursul de Comunicare și Relații Publice, organizat de Direcția Relații Publice a M.Ap.N. |
| 1999        | Colegiul Superior de Stat Major - Cursul Postuniversitar de Perfecționare în Conducere Strategică - Academia de Înalte Studii Militare, București; | Colegiul Superior de Stat Major - Cursul Postuniversitar de Perfecționare în Conducere Strategică - Academia de Înalte Studii Militare, București; | Colegiul Superior de Stat Major - Cursul Postuniversitar de Perfecționare în Conducere Strategică - Academia de Înalte Studii Militare, București; | Colegiul Superior de Stat Major - Cursul Postuniversitar de Perfecționare în Conducere Strategică - Academia de Înalte Studii Militare, București; | Colegiul Superior de Stat Major - Cursul Postuniversitar de Perfecționare în Conducere Strategică - Academia de Înalte Studii Militare, București; | Colegiul Superior de Stat Major - Cursul Postuniversitar de Perfecționare în Conducere Strategică - Academia de Înalte Studii Militare, București; | Colegiul Superior de Stat Major - Cursul Postuniversitar de Perfecționare în Conducere Strategică - Academia de Înalte Studii Militare, București; | Colegiul Superior de Stat Major - Cursul Postuniversitar de Perfecționare în Conducere Strategică - Academia de Înalte Studii Militare, București; | Colegiul Superior de Stat Major - Cursul Postuniversitar de Perfecționare în Conducere Strategică - Academia de Înalte Studii Militare, București; | Colegiul Superior de Stat Major - Cursul Postuniversitar de Perfecționare în Conducere Strategică - Academia de Înalte Studii Militare, București; | Colegiul Superior de Stat Major - Cursul Postuniversitar de Perfecționare în Conducere Strategică - Academia de Înalte Studii Militare, București; |
| 1998        | Cursul de Negocieri și Medieri Pentru Menținerea Păcii - Centrul Internațional pentru Menținerea Păcii din Cornwallis, Noua Scoție, CANADA; | Cursul de Negocieri și Medieri Pentru Menținerea Păcii - Centrul Internațional pentru Menținerea Păcii din Cornwallis, Noua Scoție, CANADA; | Cursul de Negocieri și Medieri Pentru Menținerea Păcii - Centrul Internațional pentru Menținerea Păcii din Cornwallis, Noua Scoție, CANADA; | Cursul de Negocieri și Medieri Pentru Menținerea Păcii - Centrul Internațional pentru Menținerea Păcii din Cornwallis, Noua Scoție, CANADA; | Cursul de Negocieri și Medieri Pentru Menținerea Păcii - Centrul Internațional pentru Menținerea Păcii din Cornwallis, Noua Scoție, CANADA; | Cursul de Negocieri și Medieri Pentru Menținerea Păcii - Centrul Internațional pentru Menținerea Păcii din Cornwallis, Noua Scoție, CANADA; | Cursul de Negocieri și Medieri Pentru Menținerea Păcii - Centrul Internațional pentru Menținerea Păcii din Cornwallis, Noua Scoție, CANADA; | Cursul de Negocieri și Medieri Pentru Menținerea Păcii - Centrul Internațional pentru Menținerea Păcii din Cornwallis, Noua Scoție, CANADA; | Cursul de Negocieri și Medieri Pentru Menținerea Păcii - Centrul Internațional pentru Menținerea Păcii din Cornwallis, Noua Scoție, CANADA; | Cursul de Negocieri și Medieri Pentru Menținerea Păcii - Centrul Internațional pentru Menținerea Păcii din Cornwallis, Noua Scoție, CANADA; | Cursul de Negocieri și Medieri Pentru Menținerea Păcii - Centrul Internațional pentru Menținerea Păcii din Cornwallis, Noua Scoție, CANADA; |
| 1998        | Cursul Privind Controlul Democratic al Forțelor Armate - Centrul pentru Politica de Securitate din Geneva, ELVEȚIA; | Cursul Privind Controlul Democratic al Forțelor Armate - Centrul pentru Politica de Securitate din Geneva, ELVEȚIA; | Cursul Privind Controlul Democratic al Forțelor Armate - Centrul pentru Politica de Securitate din Geneva, ELVEȚIA; | Cursul Privind Controlul Democratic al Forțelor Armate - Centrul pentru Politica de Securitate din Geneva, ELVEȚIA; | Cursul Privind Controlul Democratic al Forțelor Armate - Centrul pentru Politica de Securitate din Geneva, ELVEȚIA; | Cursul Privind Controlul Democratic al Forțelor Armate - Centrul pentru Politica de Securitate din Geneva, ELVEȚIA; | Cursul Privind Controlul Democratic al Forțelor Armate - Centrul pentru Politica de Securitate din Geneva, ELVEȚIA; | Cursul Privind Controlul Democratic al Forțelor Armate - Centrul pentru Politica de Securitate din Geneva, ELVEȚIA; | Cursul Privind Controlul Democratic al Forțelor Armate - Centrul pentru Politica de Securitate din Geneva, ELVEȚIA; | Cursul Privind Controlul Democratic al Forțelor Armate - Centrul pentru Politica de Securitate din Geneva, ELVEȚIA; | Cursul Privind Controlul Democratic al Forțelor Armate - Centrul pentru Politica de Securitate din Geneva, ELVEȚIA; |
| 1997        | Curs lung de Limba Engleză al Forțelor Canadiene - Baza Borden - Ontario, Canada; Colegiul de Comandă și Stat Major - Cursul Postacademic de Perfecționare în Conducerea Marilor Unități Operative în Trupele de Uscat - Academia de Înalte Studii Militare, București; | Curs lung de Limba Engleză al Forțelor Canadiene - Baza Borden - Ontario, Canada; Colegiul de Comandă și Stat Major - Cursul Postacademic de Perfecționare în Conducerea Marilor Unități Operative în Trupele de Uscat - Academia de Înalte Studii Militare, București; | Curs lung de Limba Engleză al Forțelor Canadiene - Baza Borden - Ontario, Canada; Colegiul de Comandă și Stat Major - Cursul Postacademic de Perfecționare în Conducerea Marilor Unități Operative în Trupele de Uscat - Academia de Înalte Studii Militare, București; | Curs lung de Limba Engleză al Forțelor Canadiene - Baza Borden - Ontario, Canada; Colegiul de Comandă și Stat Major - Cursul Postacademic de Perfecționare în Conducerea Marilor Unități Operative în Trupele de Uscat - Academia de Înalte Studii Militare, București; | Curs lung de Limba Engleză al Forțelor Canadiene - Baza Borden - Ontario, Canada; Colegiul de Comandă și Stat Major - Cursul Postacademic de Perfecționare în Conducerea Marilor Unități Operative în Trupele de Uscat - Academia de Înalte Studii Militare, București; | Curs lung de Limba Engleză al Forțelor Canadiene - Baza Borden - Ontario, Canada; Colegiul de Comandă și Stat Major - Cursul Postacademic de Perfecționare în Conducerea Marilor Unități Operative în Trupele de Uscat - Academia de Înalte Studii Militare, București; | Curs lung de Limba Engleză al Forțelor Canadiene - Baza Borden - Ontario, Canada; Colegiul de Comandă și Stat Major - Cursul Postacademic de Perfecționare în Conducerea Marilor Unități Operative în Trupele de Uscat - Academia de Înalte Studii Militare, București; | Curs lung de Limba Engleză al Forțelor Canadiene - Baza Borden - Ontario, Canada; Colegiul de Comandă și Stat Major - Cursul Postacademic de Perfecționare în Conducerea Marilor Unități Operative în Trupele de Uscat - Academia de Înalte Studii Militare, București; | Curs lung de Limba Engleză al Forțelor Canadiene - Baza Borden - Ontario, Canada; Colegiul de Comandă și Stat Major - Cursul Postacademic de Perfecționare în Conducerea Marilor Unități Operative în Trupele de Uscat - Academia de Înalte Studii Militare, București; | Curs lung de Limba Engleză al Forțelor Canadiene - Baza Borden - Ontario, Canada; Colegiul de Comandă și Stat Major - Cursul Postacademic de Perfecționare în Conducerea Marilor Unități Operative în Trupele de Uscat - Academia de Înalte Studii Militare, București; | Curs lung de Limba Engleză al Forțelor Canadiene - Baza Borden - Ontario, Canada; Colegiul de Comandă și Stat Major - Cursul Postacademic de Perfecționare în Conducerea Marilor Unități Operative în Trupele de Uscat - Academia de Înalte Studii Militare, București; |
| 1985 - 1987 | Academia Militară - Facultatea de Arme Întrunite, Tancuri și Auto, București; | Academia Militară - Facultatea de Arme Întrunite, Tancuri și Auto, București; | Academia Militară - Facultatea de Arme Întrunite, Tancuri și Auto, București; | Academia Militară - Facultatea de Arme Întrunite, Tancuri și Auto, București; | Academia Militară - Facultatea de Arme Întrunite, Tancuri și Auto, București; | Academia Militară - Facultatea de Arme Întrunite, Tancuri și Auto, București; | Academia Militară - Facultatea de Arme Întrunite, Tancuri și Auto, București; | Academia Militară - Facultatea de Arme Întrunite, Tancuri și Auto, București; | Academia Militară - Facultatea de Arme Întrunite, Tancuri și Auto, București; | Academia Militară - Facultatea de Arme Întrunite, Tancuri și Auto, București; | Academia Militară - Facultatea de Arme Întrunite, Tancuri și Auto, București; |
| 1982        | Cursul de Comandanți Companie, Făgăraș; | Cursul de Comandanți Companie, Făgăraș; | Cursul de Comandanți Companie, Făgăraș; | Cursul de Comandanți Companie, Făgăraș; | Cursul de Comandanți Companie, Făgăraș; | Cursul de Comandanți Companie, Făgăraș; | Cursul de Comandanți Companie, Făgăraș; | Cursul de Comandanți Companie, Făgăraș; | Cursul de Comandanți Companie, Făgăraș; | Cursul de Comandanți Companie, Făgăraș; | Cursul de Comandanți Companie, Făgăraș; |
| 1975 - 1978 | Școala Militară de Ofițeri Activi “Nicolae Bălcescu” - (arma infanterie) - Sibiu, absolvită ca șef de promoție; | Școala Militară de Ofițeri Activi “Nicolae Bălcescu” - (arma infanterie) - Sibiu, absolvită ca șef de promoție; | Școala Militară de Ofițeri Activi “Nicolae Bălcescu” - (arma infanterie) - Sibiu, absolvită ca șef de promoție; | Școala Militară de Ofițeri Activi “Nicolae Bălcescu” - (arma infanterie) - Sibiu, absolvită ca șef de promoție; | Școala Militară de Ofițeri Activi “Nicolae Bălcescu” - (arma infanterie) - Sibiu, absolvită ca șef de promoție; | Școala Militară de Ofițeri Activi “Nicolae Bălcescu” - (arma infanterie) - Sibiu, absolvită ca șef de promoție; | Școala Militară de Ofițeri Activi “Nicolae Bălcescu” - (arma infanterie) - Sibiu, absolvită ca șef de promoție; | Școala Militară de Ofițeri Activi “Nicolae Bălcescu” - (arma infanterie) - Sibiu, absolvită ca șef de promoție; | Școala Militară de Ofițeri Activi “Nicolae Bălcescu” - (arma infanterie) - Sibiu, absolvită ca șef de promoție; | Școala Militară de Ofițeri Activi “Nicolae Bălcescu” - (arma infanterie) - Sibiu, absolvită ca șef de promoție; | Școala Militară de Ofițeri Activi “Nicolae Bălcescu” - (arma infanterie) - Sibiu, absolvită ca șef de promoție; |
| 1971 - 1975 | Liceul Militar “Dimitrie Cantemir”- Breaza, cu Diplomă de Merit din partea Ministerului Învățământului (12 ani premiul I). | Liceul Militar “Dimitrie Cantemir”- Breaza, cu Diplomă de Merit din partea Ministerului Învățământului (12 ani premiul I). | Liceul Militar “Dimitrie Cantemir”- Breaza, cu Diplomă de Merit din partea Ministerului Învățământului (12 ani premiul I). | Liceul Militar “Dimitrie Cantemir”- Breaza, cu Diplomă de Merit din partea Ministerului Învățământului (12 ani premiul I). | Liceul Militar “Dimitrie Cantemir”- Breaza, cu Diplomă de Merit din partea Ministerului Învățământului (12 ani premiul I). | Liceul Militar “Dimitrie Cantemir”- Breaza, cu Diplomă de Merit din partea Ministerului Învățământului (12 ani premiul I). | Liceul Militar “Dimitrie Cantemir”- Breaza, cu Diplomă de Merit din partea Ministerului Învățământului (12 ani premiul I). | Liceul Militar “Dimitrie Cantemir”- Breaza, cu Diplomă de Merit din partea Ministerului Învățământului (12 ani premiul I). | Liceul Militar “Dimitrie Cantemir”- Breaza, cu Diplomă de Merit din partea Ministerului Învățământului (12 ani premiul I). | Liceul Militar “Dimitrie Cantemir”- Breaza, cu Diplomă de Merit din partea Ministerului Învățământului (12 ani premiul I). | Liceul Militar “Dimitrie Cantemir”- Breaza, cu Diplomă de Merit din partea Ministerului Învățământului (12 ani premiul I). |

Civile:
| 1996 - 1997 | Cursul Postuniversitar al Universității din București - Facultatea de Jurnalism și Științele Comunicării - specializarea Relații Publice; | Cursul Postuniversitar al Universității din București - Facultatea de Jurnalism și Științele Comunicării - specializarea Relații Publice; | Cursul Postuniversitar al Universității din București - Facultatea de Jurnalism și Științele Comunicării - specializarea Relații Publice; | Cursul Postuniversitar al Universității din București - Facultatea de Jurnalism și Științele Comunicării - specializarea Relații Publice; | Cursul Postuniversitar al Universității din București - Facultatea de Jurnalism și Științele Comunicării - specializarea Relații Publice; | Cursul Postuniversitar al Universității din București - Facultatea de Jurnalism și Științele Comunicării - specializarea Relații Publice; | Cursul Postuniversitar al Universității din București - Facultatea de Jurnalism și Științele Comunicării - specializarea Relații Publice; | Cursul Postuniversitar al Universității din București - Facultatea de Jurnalism și Științele Comunicării - specializarea Relații Publice; | Cursul Postuniversitar al Universității din București - Facultatea de Jurnalism și Științele Comunicării - specializarea Relații Publice; | Cursul Postuniversitar al Universității din București - Facultatea de Jurnalism și Științele Comunicării - specializarea Relații Publice; | Cursul Postuniversitar al Universității din București - Facultatea de Jurnalism și Științele Comunicării - specializarea Relații Publice; |
| 2005 - 2006 | Departamentul pentru Pregătirea Personalului Didactic - Universitatea București - Facultatea de Psihologie și Științele Educației.        | Departamentul pentru Pregătirea Personalului Didactic - Universitatea București - Facultatea de Psihologie și Științele Educației.        | Departamentul pentru Pregătirea Personalului Didactic - Universitatea București - Facultatea de Psihologie și Științele Educației.        | Departamentul pentru Pregătirea Personalului Didactic - Universitatea București - Facultatea de Psihologie și Științele Educației.        | Departamentul pentru Pregătirea Personalului Didactic - Universitatea București - Facultatea de Psihologie și Științele Educației.        | Departamentul pentru Pregătirea Personalului Didactic - Universitatea București - Facultatea de Psihologie și Științele Educației.        | Departamentul pentru Pregătirea Personalului Didactic - Universitatea București - Facultatea de Psihologie și Științele Educației.        | Departamentul pentru Pregătirea Personalului Didactic - Universitatea București - Facultatea de Psihologie și Științele Educației.        | Departamentul pentru Pregătirea Personalului Didactic - Universitatea București - Facultatea de Psihologie și Științele Educației.        | Departamentul pentru Pregătirea Personalului Didactic - Universitatea București - Facultatea de Psihologie și Științele Educației.        | Departamentul pentru Pregătirea Personalului Didactic - Universitatea București - Facultatea de Psihologie și Științele Educației.        |

FUNCȚII DEȚINUTE
Militare:
Începand cu 20 iunie 2011, in retragere cu gradul de general maior;
| 2011        | Șeful Direcției Instrucție și Doctrină în Statul Major General;                                      | Șeful Direcției Instrucție și Doctrină în Statul Major General;                                      | Șeful Direcției Instrucție și Doctrină în Statul Major General;                                      | Șeful Direcției Instrucție și Doctrină în Statul Major General;                                      | Șeful Direcției Instrucție și Doctrină în Statul Major General;                                      | Șeful Direcției Instrucție și Doctrină în Statul Major General;                                      | Șeful Direcției Instrucție și Doctrină în Statul Major General;                                      | Șeful Direcției Instrucție și Doctrină în Statul Major General;                                      | Șeful Direcției Instrucție și Doctrină în Statul Major General;                                      | Șeful Direcției Instrucție și Doctrină în Statul Major General;                                      | Șeful Direcției Instrucție și Doctrină în Statul Major General;                                      |
| 2010 - 2011 | Comandant Divizia 2 Infanterie "GETICA";                                                             | Comandant Divizia 2 Infanterie "GETICA";                                                             | Comandant Divizia 2 Infanterie "GETICA";                                                             | Comandant Divizia 2 Infanterie "GETICA";                                                             | Comandant Divizia 2 Infanterie "GETICA";                                                             | Comandant Divizia 2 Infanterie "GETICA";                                                             | Comandant Divizia 2 Infanterie "GETICA";                                                             | Comandant Divizia 2 Infanterie "GETICA";                                                             | Comandant Divizia 2 Infanterie "GETICA";                                                             | Comandant Divizia 2 Infanterie "GETICA";                                                             | Comandant Divizia 2 Infanterie "GETICA";                                                             |
| 2010        | Comandant Divizia 4 Infanterie "GEMINA";                                                             | Comandant Divizia 4 Infanterie "GEMINA";                                                             | Comandant Divizia 4 Infanterie "GEMINA";                                                             | Comandant Divizia 4 Infanterie "GEMINA";                                                             | Comandant Divizia 4 Infanterie "GEMINA";                                                             | Comandant Divizia 4 Infanterie "GEMINA";                                                             | Comandant Divizia 4 Infanterie "GEMINA";                                                             | Comandant Divizia 4 Infanterie "GEMINA";                                                             | Comandant Divizia 4 Infanterie "GEMINA";                                                             | Comandant Divizia 4 Infanterie "GEMINA";                                                             | Comandant Divizia 4 Infanterie "GEMINA";                                                             |
| 2009 - 2010 | Șeful Directiei Structuri si Planificarea Inzestrarii în Statul Major General;                       | Șeful Directiei Structuri si Planificarea Inzestrarii în Statul Major General;                       | Șeful Directiei Structuri si Planificarea Inzestrarii în Statul Major General;                       | Șeful Directiei Structuri si Planificarea Inzestrarii în Statul Major General;                       | Șeful Directiei Structuri si Planificarea Inzestrarii în Statul Major General;                       | Șeful Directiei Structuri si Planificarea Inzestrarii în Statul Major General;                       | Șeful Directiei Structuri si Planificarea Inzestrarii în Statul Major General;                       | Șeful Directiei Structuri si Planificarea Inzestrarii în Statul Major General;                       | Șeful Directiei Structuri si Planificarea Inzestrarii în Statul Major General;                       | Șeful Directiei Structuri si Planificarea Inzestrarii în Statul Major General;                       | Șeful Directiei Structuri si Planificarea Inzestrarii în Statul Major General;                       |
| 2008 - 2009 | Șeful Instrucției și Doctrinei la Statul Major al Forțelor Terestre;                                 | Șeful Instrucției și Doctrinei la Statul Major al Forțelor Terestre;                                 | Șeful Instrucției și Doctrinei la Statul Major al Forțelor Terestre;                                 | Șeful Instrucției și Doctrinei la Statul Major al Forțelor Terestre;                                 | Șeful Instrucției și Doctrinei la Statul Major al Forțelor Terestre;                                 | Șeful Instrucției și Doctrinei la Statul Major al Forțelor Terestre;                                 | Șeful Instrucției și Doctrinei la Statul Major al Forțelor Terestre;                                 | Șeful Instrucției și Doctrinei la Statul Major al Forțelor Terestre;                                 | Șeful Instrucției și Doctrinei la Statul Major al Forțelor Terestre;                                 | Șeful Instrucției și Doctrinei la Statul Major al Forțelor Terestre;                                 | Șeful Instrucției și Doctrinei la Statul Major al Forțelor Terestre;                                 |
| 2007 - 2008 | Șeful Instrucției și Doctrinei (și Inspector General al Forțelor Terestre);                          | Șeful Instrucției și Doctrinei (și Inspector General al Forțelor Terestre);                          | Șeful Instrucției și Doctrinei (și Inspector General al Forțelor Terestre);                          | Șeful Instrucției și Doctrinei (și Inspector General al Forțelor Terestre);                          | Șeful Instrucției și Doctrinei (și Inspector General al Forțelor Terestre);                          | Șeful Instrucției și Doctrinei (și Inspector General al Forțelor Terestre);                          | Șeful Instrucției și Doctrinei (și Inspector General al Forțelor Terestre);                          | Șeful Instrucției și Doctrinei (și Inspector General al Forțelor Terestre);                          | Șeful Instrucției și Doctrinei (și Inspector General al Forțelor Terestre);                          | Șeful Instrucției și Doctrinei (și Inspector General al Forțelor Terestre);                          | Șeful Instrucției și Doctrinei (și Inspector General al Forțelor Terestre);                          |
| 2002 - 2007 | Șef de Stat Major la Comandamentul 2 Operațional Întrunit “Mareșal Alexandru Averescu”, Buzău;       | Șef de Stat Major la Comandamentul 2 Operațional Întrunit “Mareșal Alexandru Averescu”, Buzău;       | Șef de Stat Major la Comandamentul 2 Operațional Întrunit “Mareșal Alexandru Averescu”, Buzău;       | Șef de Stat Major la Comandamentul 2 Operațional Întrunit “Mareșal Alexandru Averescu”, Buzău;       | Șef de Stat Major la Comandamentul 2 Operațional Întrunit “Mareșal Alexandru Averescu”, Buzău;       | Șef de Stat Major la Comandamentul 2 Operațional Întrunit “Mareșal Alexandru Averescu”, Buzău;       | Șef de Stat Major la Comandamentul 2 Operațional Întrunit “Mareșal Alexandru Averescu”, Buzău;       | Șef de Stat Major la Comandamentul 2 Operațional Întrunit “Mareșal Alexandru Averescu”, Buzău;       | Șef de Stat Major la Comandamentul 2 Operațional Întrunit “Mareșal Alexandru Averescu”, Buzău;       | Șef de Stat Major la Comandamentul 2 Operațional Întrunit “Mareșal Alexandru Averescu”, Buzău;       | Șef de Stat Major la Comandamentul 2 Operațional Întrunit “Mareșal Alexandru Averescu”, Buzău;       |
| 2001 - 2002 | Comandant al Brigăzii 1 Logistice, Ploiești;                                                         | Comandant al Brigăzii 1 Logistice, Ploiești;                                                         | Comandant al Brigăzii 1 Logistice, Ploiești;                                                         | Comandant al Brigăzii 1 Logistice, Ploiești;                                                         | Comandant al Brigăzii 1 Logistice, Ploiești;                                                         | Comandant al Brigăzii 1 Logistice, Ploiești;                                                         | Comandant al Brigăzii 1 Logistice, Ploiești;                                                         | Comandant al Brigăzii 1 Logistice, Ploiești;                                                         | Comandant al Brigăzii 1 Logistice, Ploiești;                                                         | Comandant al Brigăzii 1 Logistice, Ploiești;                                                         | Comandant al Brigăzii 1 Logistice, Ploiești;                                                         |
| 1999 - 2001 | Comandant al Brigăzii 7 Mecanizate “Grivița”, Negoiești -Prahova;                                    | Comandant al Brigăzii 7 Mecanizate “Grivița”, Negoiești -Prahova;                                    | Comandant al Brigăzii 7 Mecanizate “Grivița”, Negoiești -Prahova;                                    | Comandant al Brigăzii 7 Mecanizate “Grivița”, Negoiești -Prahova;                                    | Comandant al Brigăzii 7 Mecanizate “Grivița”, Negoiești -Prahova;                                    | Comandant al Brigăzii 7 Mecanizate “Grivița”, Negoiești -Prahova;                                    | Comandant al Brigăzii 7 Mecanizate “Grivița”, Negoiești -Prahova;                                    | Comandant al Brigăzii 7 Mecanizate “Grivița”, Negoiești -Prahova;                                    | Comandant al Brigăzii 7 Mecanizate “Grivița”, Negoiești -Prahova;                                    | Comandant al Brigăzii 7 Mecanizate “Grivița”, Negoiești -Prahova;                                    | Comandant al Brigăzii 7 Mecanizate “Grivița”, Negoiești -Prahova;                                    |
| 1999        | Ofițer specialist în Statul Major General;                                                           | Ofițer specialist în Statul Major General;                                                           | Ofițer specialist în Statul Major General;                                                           | Ofițer specialist în Statul Major General;                                                           | Ofițer specialist în Statul Major General;                                                           | Ofițer specialist în Statul Major General;                                                           | Ofițer specialist în Statul Major General;                                                           | Ofițer specialist în Statul Major General;                                                           | Ofițer specialist în Statul Major General;                                                           | Ofițer specialist în Statul Major General;                                                           | Ofițer specialist în Statul Major General;                                                           |
| 1997 - 1998 | Ofițer 1 la Direcția Planificare Strategică și Control Armamente din Statul Major General;           | Ofițer 1 la Direcția Planificare Strategică și Control Armamente din Statul Major General;           | Ofițer 1 la Direcția Planificare Strategică și Control Armamente din Statul Major General;           | Ofițer 1 la Direcția Planificare Strategică și Control Armamente din Statul Major General;           | Ofițer 1 la Direcția Planificare Strategică și Control Armamente din Statul Major General;           | Ofițer 1 la Direcția Planificare Strategică și Control Armamente din Statul Major General;           | Ofițer 1 la Direcția Planificare Strategică și Control Armamente din Statul Major General;           | Ofițer 1 la Direcția Planificare Strategică și Control Armamente din Statul Major General;           | Ofițer 1 la Direcția Planificare Strategică și Control Armamente din Statul Major General;           | Ofițer 1 la Direcția Planificare Strategică și Control Armamente din Statul Major General;           | Ofițer 1 la Direcția Planificare Strategică și Control Armamente din Statul Major General;           |
| 1991 - 1997 | Ofițer 1 la Cabinetul ministrului apărării naționale;                                                | Ofițer 1 la Cabinetul ministrului apărării naționale;                                                | Ofițer 1 la Cabinetul ministrului apărării naționale;                                                | Ofițer 1 la Cabinetul ministrului apărării naționale;                                                | Ofițer 1 la Cabinetul ministrului apărării naționale;                                                | Ofițer 1 la Cabinetul ministrului apărării naționale;                                                | Ofițer 1 la Cabinetul ministrului apărării naționale;                                                | Ofițer 1 la Cabinetul ministrului apărării naționale;                                                | Ofițer 1 la Cabinetul ministrului apărării naționale;                                                | Ofițer 1 la Cabinetul ministrului apărării naționale;                                                | Ofițer 1 la Cabinetul ministrului apărării naționale;                                                |
| 1987 - 1991 | Comandant Batalionul 1 Infanterie la Regimentul 32 Mecanizat “Mircea” - Timișoara;                   | Comandant Batalionul 1 Infanterie la Regimentul 32 Mecanizat “Mircea” - Timișoara;                   | Comandant Batalionul 1 Infanterie la Regimentul 32 Mecanizat “Mircea” - Timișoara;                   | Comandant Batalionul 1 Infanterie la Regimentul 32 Mecanizat “Mircea” - Timișoara;                   | Comandant Batalionul 1 Infanterie la Regimentul 32 Mecanizat “Mircea” - Timișoara;                   | Comandant Batalionul 1 Infanterie la Regimentul 32 Mecanizat “Mircea” - Timișoara;                   | Comandant Batalionul 1 Infanterie la Regimentul 32 Mecanizat “Mircea” - Timișoara;                   | Comandant Batalionul 1 Infanterie la Regimentul 32 Mecanizat “Mircea” - Timișoara;                   | Comandant Batalionul 1 Infanterie la Regimentul 32 Mecanizat “Mircea” - Timișoara;                   | Comandant Batalionul 1 Infanterie la Regimentul 32 Mecanizat “Mircea” - Timișoara;                   | Comandant Batalionul 1 Infanterie la Regimentul 32 Mecanizat “Mircea” - Timișoara;                   |
| 1981 - 1985 | Comandant Companie elevi infanterie în Școala Militară de Ofițeri Activi “Nicolae Bălcescu” - Sibiu; | Comandant Companie elevi infanterie în Școala Militară de Ofițeri Activi “Nicolae Bălcescu” - Sibiu; | Comandant Companie elevi infanterie în Școala Militară de Ofițeri Activi “Nicolae Bălcescu” - Sibiu; | Comandant Companie elevi infanterie în Școala Militară de Ofițeri Activi “Nicolae Bălcescu” - Sibiu; | Comandant Companie elevi infanterie în Școala Militară de Ofițeri Activi “Nicolae Bălcescu” - Sibiu; | Comandant Companie elevi infanterie în Școala Militară de Ofițeri Activi “Nicolae Bălcescu” - Sibiu; | Comandant Companie elevi infanterie în Școala Militară de Ofițeri Activi “Nicolae Bălcescu” - Sibiu; | Comandant Companie elevi infanterie în Școala Militară de Ofițeri Activi “Nicolae Bălcescu” - Sibiu; | Comandant Companie elevi infanterie în Școala Militară de Ofițeri Activi “Nicolae Bălcescu” - Sibiu; | Comandant Companie elevi infanterie în Școala Militară de Ofițeri Activi “Nicolae Bălcescu” - Sibiu; | Comandant Companie elevi infanterie în Școala Militară de Ofițeri Activi “Nicolae Bălcescu” - Sibiu; |
| 1978 - 1981 | Comandant pluton elevi infanterie în Școala Militară de Ofițeri Activi „Nicolae Bălcescu” - Sibiu.   | Comandant pluton elevi infanterie în Școala Militară de Ofițeri Activi „Nicolae Bălcescu” - Sibiu.   | Comandant pluton elevi infanterie în Școala Militară de Ofițeri Activi „Nicolae Bălcescu” - Sibiu.   | Comandant pluton elevi infanterie în Școala Militară de Ofițeri Activi „Nicolae Bălcescu” - Sibiu.   | Comandant pluton elevi infanterie în Școala Militară de Ofițeri Activi „Nicolae Bălcescu” - Sibiu.   | Comandant pluton elevi infanterie în Școala Militară de Ofițeri Activi „Nicolae Bălcescu” - Sibiu.   | Comandant pluton elevi infanterie în Școala Militară de Ofițeri Activi „Nicolae Bălcescu” - Sibiu.   | Comandant pluton elevi infanterie în Școala Militară de Ofițeri Activi „Nicolae Bălcescu” - Sibiu.   | Comandant pluton elevi infanterie în Școala Militară de Ofițeri Activi „Nicolae Bălcescu” - Sibiu.   | Comandant pluton elevi infanterie în Școala Militară de Ofițeri Activi „Nicolae Bălcescu” - Sibiu.   | Comandant pluton elevi infanterie în Școala Militară de Ofițeri Activi „Nicolae Bălcescu” - Sibiu.   |

Civile:
| 13.10.2023 - prezent         | Președinte al Partidului Români pentru România                                                                   | Președinte al Partidului Români pentru România                                                                   | Președinte al Partidului Români pentru România                                                                   | Președinte al Partidului Români pentru România                                                                   | Președinte al Partidului Români pentru România                                                                   | Președinte al Partidului Români pentru România                                                                   | Președinte al Partidului Români pentru România                                                                   | Președinte al Partidului Români pentru România                                                                   | Președinte al Partidului Români pentru România                                                                   | Președinte al Partidului Români pentru România                                                                   | Președinte al Partidului Români pentru România                                                                   |
| 19.08.2023                   | Membru al Partidului Români pentru România                                                                       | Membru al Partidului Români pentru România                                                                       | Membru al Partidului Români pentru România                                                                       | Membru al Partidului Români pentru România                                                                       | Membru al Partidului Români pentru România                                                                       | Membru al Partidului Români pentru România                                                                       | Membru al Partidului Români pentru România                                                                       | Membru al Partidului Români pentru România                                                                       | Membru al Partidului Români pentru România                                                                       | Membru al Partidului Români pentru România                                                                       | Membru al Partidului Români pentru România                                                                       |
| 29.03.2023                   | Demisia din partidul ALDE, renunțând la toate funcțiile și la calitatea de membru de partid                      | Demisia din partidul ALDE, renunțând la toate funcțiile și la calitatea de membru de partid                      | Demisia din partidul ALDE, renunțând la toate funcțiile și la calitatea de membru de partid                      | Demisia din partidul ALDE, renunțând la toate funcțiile și la calitatea de membru de partid                      | Demisia din partidul ALDE, renunțând la toate funcțiile și la calitatea de membru de partid                      | Demisia din partidul ALDE, renunțând la toate funcțiile și la calitatea de membru de partid                      | Demisia din partidul ALDE, renunțând la toate funcțiile și la calitatea de membru de partid                      | Demisia din partidul ALDE, renunțând la toate funcțiile și la calitatea de membru de partid                      | Demisia din partidul ALDE, renunțând la toate funcțiile și la calitatea de membru de partid                      | Demisia din partidul ALDE, renunțând la toate funcțiile și la calitatea de membru de partid                      | Demisia din partidul ALDE, renunțând la toate funcțiile și la calitatea de membru de partid                      |
| 17.11.2022                   | Membru al partidului ALDE                                                                                        | Membru al partidului ALDE                                                                                        | Membru al partidului ALDE                                                                                        | Membru al partidului ALDE                                                                                        | Membru al partidului ALDE                                                                                        | Membru al partidului ALDE                                                                                        | Membru al partidului ALDE                                                                                        | Membru al partidului ALDE                                                                                        | Membru al partidului ALDE                                                                                        | Membru al partidului ALDE                                                                                        | Membru al partidului ALDE                                                                                        |
| 05.11.2022                   | Demisia din partidul Alternativa Dreaptă, renunțând la toate funcțiile și la calitatea de membru de partid       | Demisia din partidul Alternativa Dreaptă, renunțând la toate funcțiile și la calitatea de membru de partid       | Demisia din partidul Alternativa Dreaptă, renunțând la toate funcțiile și la calitatea de membru de partid       | Demisia din partidul Alternativa Dreaptă, renunțând la toate funcțiile și la calitatea de membru de partid       | Demisia din partidul Alternativa Dreaptă, renunțând la toate funcțiile și la calitatea de membru de partid       | Demisia din partidul Alternativa Dreaptă, renunțând la toate funcțiile și la calitatea de membru de partid       | Demisia din partidul Alternativa Dreaptă, renunțând la toate funcțiile și la calitatea de membru de partid       | Demisia din partidul Alternativa Dreaptă, renunțând la toate funcțiile și la calitatea de membru de partid       | Demisia din partidul Alternativa Dreaptă, renunțând la toate funcțiile și la calitatea de membru de partid       | Demisia din partidul Alternativa Dreaptă, renunțând la toate funcțiile și la calitatea de membru de partid       | Demisia din partidul Alternativa Dreaptă, renunțând la toate funcțiile și la calitatea de membru de partid       |
| 23.05.2022                   | Membru al Partidului Alternativa Dreaptă                                                                         | Membru al Partidului Alternativa Dreaptă                                                                         | Membru al Partidului Alternativa Dreaptă                                                                         | Membru al Partidului Alternativa Dreaptă                                                                         | Membru al Partidului Alternativa Dreaptă                                                                         | Membru al Partidului Alternativa Dreaptă                                                                         | Membru al Partidului Alternativa Dreaptă                                                                         | Membru al Partidului Alternativa Dreaptă                                                                         | Membru al Partidului Alternativa Dreaptă                                                                         | Membru al Partidului Alternativa Dreaptă                                                                         | Membru al Partidului Alternativa Dreaptă                                                                         |
| 28.03.2022                   | Demisia din Partidul AUR și la calitatea de membru de partid                                                     | Demisia din Partidul AUR și la calitatea de membru de partid                                                     | Demisia din Partidul AUR și la calitatea de membru de partid                                                     | Demisia din Partidul AUR și la calitatea de membru de partid                                                     | Demisia din Partidul AUR și la calitatea de membru de partid                                                     | Demisia din Partidul AUR și la calitatea de membru de partid                                                     | Demisia din Partidul AUR și la calitatea de membru de partid                                                     | Demisia din Partidul AUR și la calitatea de membru de partid                                                     | Demisia din Partidul AUR și la calitatea de membru de partid                                                     | Demisia din Partidul AUR și la calitatea de membru de partid                                                     | Demisia din Partidul AUR și la calitatea de membru de partid                                                     |
| 21.12.2020-prezent           | Deputat ales în circumscrispția nr. 10 Buzău;                                                                    | Deputat ales în circumscrispția nr. 10 Buzău;                                                                    | Deputat ales în circumscrispția nr. 10 Buzău;                                                                    | Deputat ales în circumscrispția nr. 10 Buzău;                                                                    | Deputat ales în circumscrispția nr. 10 Buzău;                                                                    | Deputat ales în circumscrispția nr. 10 Buzău;                                                                    | Deputat ales în circumscrispția nr. 10 Buzău;                                                                    | Deputat ales în circumscrispția nr. 10 Buzău;                                                                    | Deputat ales în circumscrispția nr. 10 Buzău;                                                                    | Deputat ales în circumscrispția nr. 10 Buzău;                                                                    | Deputat ales în circumscrispția nr. 10 Buzău;                                                                    |
| 25.08.2020                   | Membru al Partidului Alianța pentru Unirea Românilor - AUR;                                                      | Membru al Partidului Alianța pentru Unirea Românilor - AUR;                                                      | Membru al Partidului Alianța pentru Unirea Românilor - AUR;                                                      | Membru al Partidului Alianța pentru Unirea Românilor - AUR;                                                      | Membru al Partidului Alianța pentru Unirea Românilor - AUR;                                                      | Membru al Partidului Alianța pentru Unirea Românilor - AUR;                                                      | Membru al Partidului Alianța pentru Unirea Românilor - AUR;                                                      | Membru al Partidului Alianța pentru Unirea Românilor - AUR;                                                      | Membru al Partidului Alianța pentru Unirea Românilor - AUR;                                                      | Membru al Partidului Alianța pentru Unirea Românilor - AUR;                                                      | Membru al Partidului Alianța pentru Unirea Românilor - AUR;                                                      |
| 18.02.2020-29.07.2020        | Prim-vicepreședinte interimar al Pardidului România Noastră - PRN;                                               | Prim-vicepreședinte interimar al Pardidului România Noastră - PRN;                                               | Prim-vicepreședinte interimar al Pardidului România Noastră - PRN;                                               | Prim-vicepreședinte interimar al Pardidului România Noastră - PRN;                                               | Prim-vicepreședinte interimar al Pardidului România Noastră - PRN;                                               | Prim-vicepreședinte interimar al Pardidului România Noastră - PRN;                                               | Prim-vicepreședinte interimar al Pardidului România Noastră - PRN;                                               | Prim-vicepreședinte interimar al Pardidului România Noastră - PRN;                                               | Prim-vicepreședinte interimar al Pardidului România Noastră - PRN;                                               | Prim-vicepreședinte interimar al Pardidului România Noastră - PRN;                                               | Prim-vicepreședinte interimar al Pardidului România Noastră - PRN;                                               |
| 01.09.2016-09.06.2017        | Membru al Partidului România Mare - PRM; candidat pentru Senat in circumscriptia Cluj;                           | Membru al Partidului România Mare - PRM; candidat pentru Senat in circumscriptia Cluj;                           | Membru al Partidului România Mare - PRM; candidat pentru Senat in circumscriptia Cluj;                           | Membru al Partidului România Mare - PRM; candidat pentru Senat in circumscriptia Cluj;                           | Membru al Partidului România Mare - PRM; candidat pentru Senat in circumscriptia Cluj;                           | Membru al Partidului România Mare - PRM; candidat pentru Senat in circumscriptia Cluj;                           | Membru al Partidului România Mare - PRM; candidat pentru Senat in circumscriptia Cluj;                           | Membru al Partidului România Mare - PRM; candidat pentru Senat in circumscriptia Cluj;                           | Membru al Partidului România Mare - PRM; candidat pentru Senat in circumscriptia Cluj;                           | Membru al Partidului România Mare - PRM; candidat pentru Senat in circumscriptia Cluj;                           | Membru al Partidului România Mare - PRM; candidat pentru Senat in circumscriptia Cluj;                           |
| 17.11 2014                   | Demisia din partidul ProDemo, renunțând la toate funcțiile și la calitatea de membru de partid;                  | Demisia din partidul ProDemo, renunțând la toate funcțiile și la calitatea de membru de partid;                  | Demisia din partidul ProDemo, renunțând la toate funcțiile și la calitatea de membru de partid;                  | Demisia din partidul ProDemo, renunțând la toate funcțiile și la calitatea de membru de partid;                  | Demisia din partidul ProDemo, renunțând la toate funcțiile și la calitatea de membru de partid;                  | Demisia din partidul ProDemo, renunțând la toate funcțiile și la calitatea de membru de partid;                  | Demisia din partidul ProDemo, renunțând la toate funcțiile și la calitatea de membru de partid;                  | Demisia din partidul ProDemo, renunțând la toate funcțiile și la calitatea de membru de partid;                  | Demisia din partidul ProDemo, renunțând la toate funcțiile și la calitatea de membru de partid;                  | Demisia din partidul ProDemo, renunțând la toate funcțiile și la calitatea de membru de partid;                  | Demisia din partidul ProDemo, renunțând la toate funcțiile și la calitatea de membru de partid;                  |
| 03.05.2012-17.11.2014        | Vicepreședinte al Partidului ProDemo;                                                                            | Vicepreședinte al Partidului ProDemo;                                                                            | Vicepreședinte al Partidului ProDemo;                                                                            | Vicepreședinte al Partidului ProDemo;                                                                            | Vicepreședinte al Partidului ProDemo;                                                                            | Vicepreședinte al Partidului ProDemo;                                                                            | Vicepreședinte al Partidului ProDemo;                                                                            | Vicepreședinte al Partidului ProDemo;                                                                            | Vicepreședinte al Partidului ProDemo;                                                                            | Vicepreședinte al Partidului ProDemo;                                                                            | Vicepreședinte al Partidului ProDemo;                                                                            |
| La alegerile locale din 2012 | Candidat pentru funcția de primar general al capitalei;;                                                         | Candidat pentru funcția de primar general al capitalei;;                                                         | Candidat pentru funcția de primar general al capitalei;;                                                         | Candidat pentru funcția de primar general al capitalei;;                                                         | Candidat pentru funcția de primar general al capitalei;;                                                         | Candidat pentru funcția de primar general al capitalei;;                                                         | Candidat pentru funcția de primar general al capitalei;;                                                         | Candidat pentru funcția de primar general al capitalei;;                                                         | Candidat pentru funcția de primar general al capitalei;;                                                         | Candidat pentru funcția de primar general al capitalei;;                                                         | Candidat pentru funcția de primar general al capitalei;;                                                         |
| 17.08.2011- 01.05.2012       | Director al Departamentului Dezastre și Situații de Urgență, la Societatea Națională de Cruce Roșie din România; | Director al Departamentului Dezastre și Situații de Urgență, la Societatea Națională de Cruce Roșie din România; | Director al Departamentului Dezastre și Situații de Urgență, la Societatea Națională de Cruce Roșie din România; | Director al Departamentului Dezastre și Situații de Urgență, la Societatea Națională de Cruce Roșie din România; | Director al Departamentului Dezastre și Situații de Urgență, la Societatea Națională de Cruce Roșie din România; | Director al Departamentului Dezastre și Situații de Urgență, la Societatea Națională de Cruce Roșie din România; | Director al Departamentului Dezastre și Situații de Urgență, la Societatea Națională de Cruce Roșie din România; | Director al Departamentului Dezastre și Situații de Urgență, la Societatea Națională de Cruce Roșie din România; | Director al Departamentului Dezastre și Situații de Urgență, la Societatea Națională de Cruce Roșie din România; | Director al Departamentului Dezastre și Situații de Urgență, la Societatea Națională de Cruce Roșie din România; | Director al Departamentului Dezastre și Situații de Urgență, la Societatea Națională de Cruce Roșie din România; |

TITLURI ȘTIINȚIFICE
➢ Doctor în Știință Militară - Specialitatea “Artă Militară” - 1997;
➢ Profesor universitar - 2010.
ACTIVITATEA ȘTIINȚIFICĂ
➢ Autor a trei cărți; coautor la un tratat și alte două cărți;
➢ Șef de colectiv pentru elaborarea unor instrucțiuni și regulamente militare, autor și coautor a unor articole de specialitate și de promovare a imaginii Armatei Române, apărute în publicații ale unor instituții de învățământ militar, reviste și ziare militare autohtone și străine.
PARTICIPĂRI LA ACTIVITĂȚI INTERNAȚIONALE
➢ Participarea la pregătirea vizitei Șefului Statului Român - la nivelul Ministerului Apărării Naționale - în Marea Britanie, Londra, Anglia, martie 1978;
➢ Seminar Internațional “Relații Civili - Militari III”, Viena, Austria, noiembrie, 1999;
➢ Exercițiul P.f.P. “Viking - 99”, Suedia, septembrie, noiembrie - decembrie, 1999;
➢ Evaluarea contingentelor românești din și în teatrele de operații: Bosnia-Herțegovina, Kosovo, Afganistan, Irak 2003-2006;
➢ Co-director - Exercițiul bilateral “BLUE ROAD 2004”, România, mai 2004;
➢ Co-director - Exercițiul bilateral “BLUE DANUBE 2004”, România, iunie 2004;
➢ Director - Exercițiul internațional - 15 state - “SEESIM 06”, România - Macedonia, noiembrie 2006;
➢ Reprezentantul României și membru al Comtetului Experților Militari Principali din cadrul Organizației Șefilor Statelor Majore ale Forțelor Terestre din Europa (FINABEL), 2008-2009;
➢ Semnarea Acordului Tehnic privind afilierea Forțelor Românești destinate NATO cu nivel ridicat al capacităcii Operaționale la Comandamentul Corpului de Reacție Rapidă NATO (NRDC) Istambul-TURCIA,noiembrie 2011.
LIMBI STRĂINE CUNOSCUTE
➢ Engleză - STANAG 6001 2-2-2-2;
➢ Franceză- vorbit, tradus cu dicționarul
MISIUNI ÎN STRĂINĂTATE
| ➢ ANGLIA               | 1978; 2008;                   | 1978; 2008;                   | 1978; 2008;                   | 1978; 2008;                   | 1978; 2008;                   | 1978; 2008;                   | 1978; 2008;                   | 1978; 2008;                   | 1978; 2008;                   | 1978; 2008;                   | 1978; 2008;                   |
| ➢ BULGARIA             | 1997; 2006;2008;              | 1997; 2006;2008;              | 1997; 2006;2008;              | 1997; 2006;2008;              | 1997; 2006;2008;              | 1997; 2006;2008;              | 1997; 2006;2008;              | 1997; 2006;2008;              | 1997; 2006;2008;              | 1997; 2006;2008;              | 1997; 2006;2008;              |
| ➢ S.U.A.               | 1997; 2003; 2007; 2008; 2011; | 1997; 2003; 2007; 2008; 2011; | 1997; 2003; 2007; 2008; 2011; | 1997; 2003; 2007; 2008; 2011; | 1997; 2003; 2007; 2008; 2011; | 1997; 2003; 2007; 2008; 2011; | 1997; 2003; 2007; 2008; 2011; | 1997; 2003; 2007; 2008; 2011; | 1997; 2003; 2007; 2008; 2011; | 1997; 2003; 2007; 2008; 2011; | 1997; 2003; 2007; 2008; 2011; |
| ➢ CANADA               | 1997; 1998; 2003;             | 1997; 1998; 2003;             | 1997; 1998; 2003;             | 1997; 1998; 2003;             | 1997; 1998; 2003;             | 1997; 1998; 2003;             | 1997; 1998; 2003;             | 1997; 1998; 2003;             | 1997; 1998; 2003;             | 1997; 1998; 2003;             | 1997; 1998; 2003;             |
| ➢ ELVEȚIA              | 1998;                         | 1998;                         | 1998;                         | 1998;                         | 1998;                         | 1998;                         | 1998;                         | 1998;                         | 1998;                         | 1998;                         | 1998;                         |
| ➢ LICHTENSTEIN         | 1998;                         | 1998;                         | 1998;                         | 1998;                         | 1998;                         | 1998;                         | 1998;                         | 1998;                         | 1998;                         | 1998;                         | 1998;                         |
| ➢ AUSTRIA              | 1999;2011;                    | 1999;2011;                    | 1999;2011;                    | 1999;2011;                    | 1999;2011;                    | 1999;2011;                    | 1999;2011;                    | 1999;2011;                    | 1999;2011;                    | 1999;2011;                    | 1999;2011;                    |
| ➢ SUEDIA               | 1999;                         | 1999;                         | 1999;                         | 1999;                         | 1999;                         | 1999;                         | 1999;                         | 1999;                         | 1999;                         | 1999;                         | 1999;                         |
| ➢ GERMANIA             | 2003; 2007; 2008;             | 2003; 2007; 2008;             | 2003; 2007; 2008;             | 2003; 2007; 2008;             | 2003; 2007; 2008;             | 2003; 2007; 2008;             | 2003; 2007; 2008;             | 2003; 2007; 2008;             | 2003; 2007; 2008;             | 2003; 2007; 2008;             | 2003; 2007; 2008;             |
| ➢ BOSNIA-HERZEGOVINA   | 2003; 2005;                   | 2003; 2005;                   | 2003; 2005;                   | 2003; 2005;                   | 2003; 2005;                   | 2003; 2005;                   | 2003; 2005;                   | 2003; 2005;                   | 2003; 2005;                   | 2003; 2005;                   | 2003; 2005;                   |
| ➢ AFGHANISTAN          | 2003; 2005; 2006; 2007;       | 2003; 2005; 2006; 2007;       | 2003; 2005; 2006; 2007;       | 2003; 2005; 2006; 2007;       | 2003; 2005; 2006; 2007;       | 2003; 2005; 2006; 2007;       | 2003; 2005; 2006; 2007;       | 2003; 2005; 2006; 2007;       | 2003; 2005; 2006; 2007;       | 2003; 2005; 2006; 2007;       | 2003; 2005; 2006; 2007;       |
| ➢ SERBIA ȘI MUNTENEGRU | 2004;                         | 2004;                         | 2004;                         | 2004;                         | 2004;                         | 2004;                         | 2004;                         | 2004;                         | 2004;                         | 2004;                         | 2004;                         |
| ➢ IRAK                 | 2005; 2006;                   | 2005; 2006;                   | 2005; 2006;                   | 2005; 2006;                   | 2005; 2006;                   | 2005; 2006;                   | 2005; 2006;                   | 2005; 2006;                   | 2005; 2006;                   | 2005; 2006;                   | 2005; 2006;                   |
| ➢ MACEDONIA            | 2005; 2006;                   | 2005; 2006;                   | 2005; 2006;                   | 2005; 2006;                   | 2005; 2006;                   | 2005; 2006;                   | 2005; 2006;                   | 2005; 2006;                   | 2005; 2006;                   | 2005; 2006;                   | 2005; 2006;                   |
| ➢ ITALIA               | 2006;                         | 2006;                         | 2006;                         | 2006;                         | 2006;                         | 2006;                         | 2006;                         | 2006;                         | 2006;                         | 2006;                         | 2006;                         |
| ➢ FRANȚA               | 2006;                         | 2006;                         | 2006;                         | 2006;                         | 2006;                         | 2006;                         | 2006;                         | 2006;                         | 2006;                         | 2006;                         | 2006;                         |
| ➢ CHINA                | 2007; 2009;                   | 2007; 2009;                   | 2007; 2009;                   | 2007; 2009;                   | 2007; 2009;                   | 2007; 2009;                   | 2007; 2009;                   | 2007; 2009;                   | 2007; 2009;                   | 2007; 2009;                   | 2007; 2009;                   |
| ➢ LUXEMBURG            | 2008;                         | 2008;                         | 2008;                         | 2008;                         | 2008;                         | 2008;                         | 2008;                         | 2008;                         | 2008;                         | 2008;                         | 2008;                         |
| ➢ SPANIA               | 2008;                         | 2008;                         | 2008;                         | 2008;                         | 2008;                         | 2008;                         | 2008;                         | 2008;                         | 2008;                         | 2008;                         | 2008;                         |
| ➢ TURCIA               | 2010;                         | 2010;                         | 2010;                         | 2010;                         | 2010;                         | 2010;                         | 2010;                         | 2010;                         | 2010;                         | 2010;                         | 2010;                         |
| ➢ UNGARIA              | 2011.                         | 2011.                         | 2011.                         | 2011.                         | 2011.                         | 2011.                         | 2011.                         | 2011.                         | 2011.                         | 2011.                         | 2011.                         |

RECOMPENSE
➢ Avansat la gradul de Maior, înaintea expirării stagiului minim de grad, în luna aprilie 1990;
➢ Avansat la gradul de Colonel, înaintea expirării stagiului minim de grad, la 25 octombrie 1999;
➢ Avansat la gradul de General de brigadă la 1 Decembrie 2002;
➢ Avansat la gradul de General maior la 7 decembrie 2007.
DISTINS CU URMĂTOARELE TITLURI, EMBLEME, MEDALII, CRUCI ȘI ORDINE ALE STATULUI ROMÂN
➢ Ordinul "Virtutea Militară” în grad de ,,Cavaler‘’ cu însemn pentru militari;
➢ Ordinul “Meritul Militar” - clasele III și II;
➢ Crucea Națională “Serviciul Credincios” - clasa I;
➢ Medalia "Meritul Militar’’ - clasele III și II;
➢ Prin Decretul nr. 226/1992 al Președintelui României, Titlul de “Luptător pentru Victoria Revoluției Române din Decembrie 1989”;
➢ Medalia aniversară “10 ani de la Revoluția Română Anticomunistă din Decembrie 1989”;
➢ Semnul onorific în Serviciul Armatei pentru 25 de ani;
➢ Emblema de Merit “Știința Militară” clasa I;
➢ Emblema de Onoare a Armatei României.
➢ Emblema de Onoare a Statului Major General;
➢ Emblema de Onoare a Forțelor Terestre;
➢ Emblema de Onoare a Forțelor Navale;
➢ Emblema de Onoare a Logisticii;
➢ Emblema de Onoare a Comunicațiilor și Informaticii;
➢ Cetățean de Onoare al comunei Cungrea, jud Olt.